# BANG!
《BANG!》是韓國女子音樂組合After School的第3張韓語單曲，2010年3月25日由Pledis Entertainment發售。

## 概要
- 《BANG!》是成員Lizzy加入後所發行的第一張單曲。

## 收錄内容
1. Let's Do It!
2. Cool! BANG!（뱅!）
3. With U
4. BANG! (Instrumental)

## 日語版本
《Bang!》是韓國的女子組合After School的第1張日語單曲，於2011年8月17日由avex trax發售。

## 概要
- 主打曲目《Bang!》是第3張韓語單曲《BANG!》主打曲《BANG!（뱅!）》的日語版本。
- 有3個版本，分別有「初回生產限定A盤」、「初回生產限定B盤」和「通常盤」。「初回生產限定A盤」收錄了「Let's Do It!」和「Bang!」日語版本的PV，以及「Bonus Footage -自我紹介+Making Movie- <Japan Ver.>」，「初回生產限定B盤」收錄了「Let's Do It!」和「Bang!」韓語版本的PV，以及「Bonus Footage -自我紹介+Making Movie- <Korea Ver.>」。[2]
- 在8月29日於公信榜单曲週排行榜取得第7位。

## 收錄内容

### 初回生產限定A盤
CD
1. Bang!
2. Super sexy

DVD
1. Let's Do It! <Japan Ver.>
2. Bang! <Japan Ver.>（PV）
3. Bonus Footage -自我紹介+Making Movie- <Japan Ver.>

### 初回生產限定B盤
CD
1. Bang!
2. Super sexy

DVD
1. Let's Do It! <Korea Ver.>
2. Bang! <Korea Ver.>（PV）
3. Bonus Footage -自我紹介+Making Movie- <Korea Ver.>

### 通常盤
1. Bang!
2. Super sexy
3. BANG!（뱅!）
4. Bang! (Instrumental)
5. Super sexy (Instrumental)